# Music Corporation of America
Music Corporation of America és una empresa nord-americana de comunicació que engloba música i televisió. Actualment es diu Universal Music Group.

## Història
Jules Stein va fundar en 1924 la Music Corporation of America (MCA) en Chicago, Illinois. Stein va caminar a cavall entre músic i agent musical mentre acabava els seus estudis de medicina en la universitat.
MCA va obrir una oficina en Los Angeles, Califòrnia, el 1937 i es va fer amb l'agència de Nova York Hayward-Deverich en 1945, el que li va valer el títol de la primera agència de talents en els Estats Units. En aquells temps MCA tenia actors com Ronald Reagan i Jane Wyman.
En 1946, l'empresa canvia de president. Stein deixa el seu lloc a Lew Wasserman. Tres anys més tard, MCA inicia la seva aventura televisiva creant MCA TV. En 1954 els beneficis de MCA TV eren molt més importants que els de l'agència de caça-talents. El 1958, MCA TV va comprar els drets de transmissió de totes les pel·lícules de Paramount Pictures Studios produïdes abans de 1948. MCA signa programes tan reeixits de la televisió nord-americana com Alfred Hitchcock Presenta i Deixa-li-ho a Beaver en els anys 50 Coach i Law & Order" en els 90.
Cap al 1962, MCA es veu embolicada en un plet, ja que van arribar queixes en les quals es denunciava que MCA només contractava talents de la seva pròpia empresa. El Departament de Justícia dels Estats Units va ordenar a MCA triar: o l'agència de talents o la productora. MCA éligió la productora. Dos anys més tard MCA obre les portes dels seus estudis als turistes, la qual cosa significa un important èxit i una veritable innovació a l'hora d'explotar les instal·lacions als turistes.
En els anys 70 i 80, MCA va produir pel·lícules d'enorme èxit en taquilla com Tauró o ET, l'extraterrestre. En 1990 la companyia crea el parc temàtic d'Orlando, Florida. Musicalment, MCA va adquirir ABC Records i les seves filials, Paramount Records, Impulse Records, Dot Records and Dunhill Records. A mitjans dels 80 va comprar Motown Records i en 1990, Geffen Records.
Matsushita Corporation of Japan va adquirir MCA el 1991. Però el 1995, al·legant diferències culturals, Matsushita va vendre el 80% de MCA a Seagram. El 1996 MCA va ser redenominada Universal Studios, per a aúnar a totes les corporacions i crear un senyal d'identitat global entre elles.